# 五代夏子
もしかして
- 伍代夏子

ではありませんか？